# 恢复希望行动
恢復希望行動是於1992年12月5日至1993年5月4日，由美國及其盟國在索馬里執行的一項行動。該行動由聯合國安理會第794號決議授權，目的是為索馬里南部需要食物的平民創造安全的環境，進行人道援助。